# Joliet (Illinois)
Joliet je město ležící v okresech Will County a Kendall County ve státě Illinois ve Spojených státech amerických. Nachází se jižně od města Naperville a 56 km jihozápadně od Chicaga, největšího města státu Illinois. Jde o třetí největší město ve státě Illinois po Chicagu a Auroře. Jde zároveň o 178. největší město ve Spojených státech amerických.
K roku 2020 zde žilo 150 362 obyvatel. S celkovou rozlohou 170 km² byla hustota zalidnění 892 obyvatel na km².